# Граймс, Квентин
Квентин Маршалл Граймс (англ. Quentin Marshall Grimes; род. 8 мая 2000, Хьюстон, Техас) — американский профессиональный баскетболист, выступающий за клуб НБА «Филадельфия Севенти Сиксерс».

## Карьера в школе
Граймс учился в средней школе Колледж Парк Те-Вудлендс в Те-Вудлендсе, штат Техас, которую окончил в 2018 году. Он был первым баскетболистом в истории школы, который попал в университетскую команду и начал все игры в качестве первокурсника. За время обучения в старшей школе он заработал средний балл 3,38. В последний год обучения в старшей школе Граймс в среднем набирал 29,5 очков, делал 8,6 подборов, 4,9 передач, 1,8 перехватов и 1,5 блок-шота за игру и привел Колледж Парк Кавальерс к результату 21–13. Он окончил среднюю школу с 2863 очками, 854 подборами, 582 передачами, 213 перехватами и 127 блок-шотами в общей сложности. Граймс был назван игроком года в Хьюстоне, игроком года по версии Gatorade State и стал участником McDonald’s All-American. Незадолго до поступления в колледж его прогнозировали как одного из пяти лучших на драфте НБА 2019 года.

## Карьера в колледже

### Канзас
15 ноября 2017 года он принял решение играть за команду Канзасского университета, выбрав «Джейхокс» и отвергнув предложения от «Кентукки», «Маркетта», «Техаса» и восьми других учреждений.
В своей первой игре Граймс набрал 21 очко и 6 трёхочковых в игре против «Мичиган Стэйт». Будучи новичком в «Канзасе», Граймс в среднем набирал 8,4 очка, 2,5 подбора и 2,0 передачи за игру, попадая 34% трехочковых и 38,4% с игры. После сезона он выставил свою кандидатуру на драфт НБА 2019 года, но снялся до крайнего срока и решил перейти в «Хьюстон».

### Хьюстон
19 ноября 2019 года он набрал 32 очка, что стало рекордом во втором сезоне, и помог победить «Райс» (97:89). Граймс набрал 21 очко и сделал 6 подборов в игре против «Техас Стейт» 4 декабря, а также набрал 24 очка и 4 подбора в выездной победе над «Саус Каролина» 8 декабря. 9 декабря он был назван игроком недели Американской спортивной конференции (AAC). Будучи студентом второго курса, Граймс в среднем набирал 12,1 очка, 2,6 передачи и 3,7 подбора за игру.
25 февраля 2021 года Граймс набрал рекордные в карьере 33 очка и сделал 8 трёхочковых в победной игре против «Вестерн Кентукки» (81:57). Он был выбран в качестве MVP турнира AAC после того, как набрал 21 очко в победном матче против «Цинциннати» (91:54) в финале. Он вывел Хьюстон в Финал четырёх на турнире NCAA 2021 года. Будучи юниором, Граймс набирал в среднем 17,8 очков, 2,0 передачи и 5,7 подборов за игру, разделив награды Игрока года AAC с Тайсоном Этьеном. 9 апреля он объявил, что примет участие на драфте НБА 2021 года и откажется от оставшегося права на поступление в колледж.

## Профессиональная карьера

### Нью-Йорк Никс (2021—2024)
Граймс был выбран под 25-м номером на драфте НБА 2021 года командой «Лос-Анджелес Клипперс», а затем был обменян в «Нью-Йорк Никс» вместе с выбором во втором раунде драфта 2024 года на Кеона Джонсона. 6 августа 2021 года «Никс» объявили о подписании контракта с Граймсом. В своём первом старте в карьере Граймс набрал 27 очков и сделал 7 трехочковых, а также 3 подбора и 3 результативные передачи в проигранном матче против «Милуоки Бакс».
Граймс присоединился к составу «Никс» на Летней лиге НБА 2022 года. Он и «Нью-Йорк» пробились в финал Летней лиги, но там уступили «Портленд Трэйл Блэйзерс» (77:85). Граймс лидировал в «Никс» по очкам, набрав 19 очков. 18 июля 2022 года Граймс был включён в первую сборную Летней лиги НБА.

### Детройт Пистонс (2024)
8 февраля 2024 года Граймс, Райан Арчидиаконоу, Малакай Флинн, Эван Фурнье и два выбора второго раунда были отданы в «Детройт Пистонс» в обмен на Бояна Богдановича и Алека Бёркса.

### Даллас Маверикс (2024—2025)
6 июля 2024 года Граймс был отдан в «Даллас Маверикс» в обмен на Тима Хардуэя-младшего и три будущих выбора во втором раунде.

### Филадельфия Севенти Сиксерс (2025—настоящее время)
4 февраля 2025 года Граймс был отдан в «Филадельфия Севенти Сиксерс» вместе с выбором во втором раунде драфта 2025 года в обмен на Калеба Мартина. 1 марта Граймс набрал рекордные на тот момент 44 очка в игре против «Голден Стэйт Уорриорз». Он превзошел этот результат 17 марта, набрав 46 очков, а также установил другие рекорды карьеры — 8 трехочковых бросков и 13 подборов.

## Выступления за национальную сборную
Сразу после окончания средней школы Граймс был выбран представлять США на юношеском чемпионате Америки до 18 лет в июне 2018 года. США выиграли золото, а Граймс был назван самым ценным игроком турнира.

## Статистика

### Статистика в НБА
| Сезон                                                                                    | Команда     | Регулярный сезон | Регулярный сезон | Регулярный сезон | Регулярный сезон | Регулярный сезон | Регулярный сезон | Регулярный сезон | Регулярный сезон | Регулярный сезон | Регулярный сезон | Регулярный сезон | Серия плей-офф | Серия плей-офф | Серия плей-офф | Серия плей-офф | Серия плей-офф | Серия плей-офф | Серия плей-офф | Серия плей-офф | Серия плей-офф | Серия плей-офф | Серия плей-офф |
| Сезон                                                                                    | Команда     | GP               | GS               | MPG              | FG%              | 3P%              | FT%              | RPG              | APG              | SPG              | BPG              | PPG              | GP             | GS             | MPG            | FG%            | 3P%            | FT%            | RPG            | APG            | SPG            | BPG            | PPG            |
| ---------------------------------------------------------------------------------------- | ----------- | ---------------- | ---------------- | ---------------- | ---------------- | ---------------- | ---------------- | ---------------- | ---------------- | ---------------- | ---------------- | ---------------- | -------------- | -------------- | -------------- | -------------- | -------------- | -------------- | -------------- | -------------- | -------------- | -------------- | -------------- |
| 2021/22                                                                                  | Нью-Йорк    | 46               | 6                | 17,1             | 40,4             | 38,1             | 68,4             | 2,0              | 1,0              | 0,7              | 0,2              | 6,0              | Не участвовал  | Не участвовал  | Не участвовал  | Не участвовал  | Не участвовал  | Не участвовал  | Не участвовал  | Не участвовал  | Не участвовал  | Не участвовал  | Не участвовал  |
| 2022/23                                                                                  | Нью-Йорк    | 71               | 66               | 29,9             | 46,8             | 38,6             | 79,6             | 3,2              | 2,1              | 0,7              | 0,4              | 11,3             | 9              | 6              | 26,9           | 30,4           | 24,3           | 81,8           | 2,8            | 1,4            | 1,0            | 0,6            | 5,1            |
| 2023/24                                                                                  | Нью-Йорк    | 45               | 18               | 20,2             | 39,5             | 36,3             | 70,6             | 2,0              | 1,2              | 0,7              | 0,1              | 7,3              | Не участвовал  | Не участвовал  | Не участвовал  | Не участвовал  | Не участвовал  | Не участвовал  | Не участвовал  | Не участвовал  | Не участвовал  | Не участвовал  | Не участвовал  |
| 2023/24                                                                                  | Детройт     | 6                | 0                | 19,2             | 21,4             | 14,3             | 90,9             | 2,0              | 2,3              | 0,8              | 0,7              | 5,3              | Не участвовал  | Не участвовал  | Не участвовал  | Не участвовал  | Не участвовал  | Не участвовал  | Не участвовал  | Не участвовал  | Не участвовал  | Не участвовал  | Не участвовал  |
| 2024/25                                                                                  | Даллас      | 47               | 12               | 22,8             | 46,3             | 39,8             | 76,5             | 3,8              | 2,1              | 0,7              | 0,2              | 10,2             | Не участвовал  | Не участвовал  | Не участвовал  | Не участвовал  | Не участвовал  | Не участвовал  | Не участвовал  | Не участвовал  | Не участвовал  | Не участвовал  | Не участвовал  |
| 2024/25                                                                                  | Филадельфия | 28               | 25               | 33,7             | 46,9             | 37,3             | 75,2             | 5,2              | 4,5              | 1,5              | 0,4              | 21,9             | Не участвовал  | Не участвовал  | Не участвовал  | Не участвовал  | Не участвовал  | Не участвовал  | Не участвовал  | Не участвовал  | Не участвовал  | Не участвовал  | Не участвовал  |
|                                                                                          | Всего       | 243              | 127              | 24,5             | 44,4             | 37,5             | 76,3             | 3,1              | 2,0              | 0,8              | 0,3              | 10,4             | 9              | 6              | 26,9           | 30,4           | 24,3           | 81,8           | 2,8            | 1,4            | 1,0            | 0,6            | 5,1            |
| Наведите курсор мыши на аббревиатуры в заголовке таблицы, чтобы прочесть их расшифровку. |             |                  |                  |                  |                  |                  |                  |                  |                  |                  |                  |                  |                |                |                |                |                |                |                |                |                |                |                |

### Статистика в NCAA
| Сезон | Команда | Conf   | Class | GP | GS | MPG  | FG%  | 3P%  | FT%  | RPG | APG | SPG | BPG | PPG  |
| --- | ------- | ------ | ----- | -- | -- | ---- | ---- | ---- | ---- | --- | --- | --- | --- | ---- |
| 2018/19 | Канзас  | Big 12 | FR    | 36 | 36 | 27,4 | 38,4 | 34,0 | 60,3 | 2,5 | 2,0 | 0,6 | 0,2 | 8,4  |
| 2019/20 | Хьюстон | AAC    | SO    | 30 | 21 | 27,9 | 44,3 | 32,6 | 66,0 | 3,7 | 2,6 | 0,8 | 0,2 | 12,1 |
| 2020/21 | Хьюстон | AAC    | JR    | 30 | 30 | 32,8 | 40,6 | 40,3 | 78,8 | 5,7 | 2,0 | 1,4 | 0,3 | 17,8 |
| Всего | Всего   | Всего  | Всего | 96 | 87 | 39,3 | 41,1 | 36,6 | 70,1 | 3,9 | 2,2 | 0,9 | 0,2 | 12,5 |
| Наведите курсор мыши на аббревиатуры в заголовке таблицы, чтобы прочесть их расшифровку Статистика приведена с сайта sports-reference.com |         |        |       |    |    |      |      |      |      |     |     |     |     |      |

## Личная жизнь
Граймс родился 8 мая 2000 года в семье Тони Стелли и Маршалла Граймса. Его старший единокровный брат по материнской линии, Тайлер Майерс, является профессиональным хоккеистом и выступает в Национальной хоккейной лиги за команду «Ванкувер Кэнакс». Братья никогда не жили вместе из-за переезда Майерса в Канаду с отцом сразу после рождения Граймса. Граймс и Майерс — первая пара братьев, игравших в НБА и НХЛ.
За пределами баскетбольной площадки Граймс работал волонтёром в хьюстонской некоммерческой организации Play With Purpose, работающая с неблагополучной молодежью в этом районе.